# La mia storia con te
La mia storia con te è una canzone scritta da Marco Ciappelli, Saverio Grandi, Fabio Campedelli, Luca Angelosanti e prodotta da Dado Parisini. È il singolo di lancio per il terzo album di Alessandra Amoroso, Il mondo in un secondo, nonché settimo singolo della cantante. Il brano debutta al secondo posto nella classifica dei singoli più scaricati. Il singolo rimane in top 10 per nove settimane consecutive. È il quarantaquattresimo singolo più venduto nel 2010 in Italia.

## Il brano
Dopo l'ufficializzazione dell'uscita del secondo album di Alessandra Amoroso, Il mondo in un secondo, avvenuta il 15 luglio 2010, la pagina ufficiale di Facebook di Alessandra Amoroso ha organizzato sul social network, il 27 agosto 2010, un evento attraverso cui, risolvendo degli indovinelli, i fans di Alessandra Amoroso hanno potuto scoprire il titolo del singolo.
Il 30 agosto 2010 la Sony BMG pubblica la copertina digitale del singolo, oltre ad annunciare l'uscita di La mia storia con te e di Il mondo in un secondo, avvenuta il 28 settembre 2010.
Il brano viene pubblicato in anteprima sul sito ufficiale di Alessandra Amoroso. Il 1º settembre 2010 il singolo viene reso disponibile per il download digitale presso i negozi specializzati. A partire dal 3 settembre 2010 il brano entra in rotazione radiofonica.
Il brano viene presentato live per la prima volta nella penultima tappa dell'Un'estate senza nuvole Live Tour, il 3 settembre 2010 a Cagliari, in un breve estratto contenente la prima strofa e il ritornello. Lo stesso estratto del brano verrà inserito nella scaletta del tour fino alla fine.
Il tema della ballata è un amore che, probabilmente, sta per finire e tutto il brano è incentrato sulle riflessioni che comporta la crisi di quest'amore e la voglia di continuare questo amore da parte della cantante..
Il brano viene inserito in diverse compilation: nel 2012 in Love 2012, nel 2013 in Radio Italia Story e nel 2014 in 100 Canzoni di Radio Italia e in Radio Italia Donne in musica.
Nel 2015 viene incisa la versione spagnola del brano, dal titolo Una historia de amore, contenuta nell'album Alessandra Amoroso.

## Il video
Le riprese per il videoclip sono avvenute il 31 agosto 2010 a Barcellona, in Spagna. Il videoclip viene mostrato in anteprima su Sky Uno a partire dal 16 settembre 2010, mentre dal 20 settembre 2010 viene pubblicato sul sito di TGcom insieme ad una intervista esclusiva ad Alessandra per i suoi fans. Il video è stato prodotto da Blackmamba Productions per la regia di Fabio Jansen e Andrea Basile. È il primo video in cui Alessandra non riveste i ruoli da protagonista, bensì da narratrice.

## Curiosità
Nel testo compare l'espressione "vivere a colori", che sarebbe stato il nome di un album di Alessandra pubblicato nel 2016.

## Tracce
Download digitale
1. La mia storia con te – 3:51 (Saverio Grandi, Fabio Campedelli, Luca Angelosanti e Marco Ciappelli)
2. La mia storia con te – 4:04 – Acoustic version

Durata totale: 7:55

## Classifiche
| Classifica (2010) | Posizione massima |
| ----------------- | ----------------- |
| Italia            | 2                 |

### Classifiche di fine anno
| Classifica (2009) | Posizione |
| ----------------- | --------- |
| Italia            | 44        |